# Coupe de la Ligue sénégalaise de football 2009
Navigation
Édition suivante
La Coupe de la ligue sénégalaise de football 2009 est la 1re édition de la Coupe de la Ligue sénégalaise de football, organisée par la ligue sénégalaise de football professionnel.

## Premier Tour
| Club (division)                             | Score | Club (division)             |       |
| ------------------------------------------- | ----- | --------------------------- | ----- |
| ASC Renaissance (Ligue 2)                   | 1-1   | Olympique Ngor (Ligue 2)    | 2-3** |
| ASC Touré Kunda (Ligue 2)                   | 3-0   | Étoile Lusitana (Ligue 2)   |       |
| Etics (Ligue 2)                             | 2-0   | ASFA Dakar (Ligue 2)        |       |
| ASC Suneor (Ligue 1)                        | 0-1   | NGB (Ligue 2)               |       |
| ASC Diaraf (Ligue 1)                        | 1-1   | Diokoul FC (Ligue 2)        | 7-8** |
| Yeggo foot pro (Ligue 2)                    | 0-1   | US Gorée (Ligue 1)          |       |
| ASC Xam Xam (Ligue 2)                       | 0-2   | AS Douanes (Ligue 1)        |       |
| Dakar UC (Ligue 1)                          | 1-2   | ASC Port Autonome (Ligue 1) |       |
| ASC Yakaar (Ligue 1)                        | 1-0   | AS Pikine (Ligue 2)         |       |
| ASEC Ndiambour (Ligue 1)                    | 3-0   | Diambars (Ligue 2)          |       |
| Guédiawaye FC (Ligue 1)                     | 1-2   | CSS (Ligue 1)               |       |
| ASC Saloum (Ligue 1)                        | 1-0   | RS Yoff (Ligue 1)           |       |
| US Ouakam (Ligue 1)                         | 0-0   | Stade de Mbour (Ligue 1)    | 5-6** |
| ASC HLM (Ligue 1)                           | 4-2   | ASC Jeanne d'Arc (Ligue 1)  |       |
| * - après prolongation ** - aux tirs au but |       |                             |       |

## Huitièmes de finale
Entrent en lice :
- ASC Linguère
- Casa Sports

| Club (division)                             | Score | Club (division)             |
| ------------------------------------------- | ----- | --------------------------- |
| ASC Touré Kunda (Ligue 2)                   | 1-0   | ASEC Ndiambour (Ligue 1)    |
| Diokoul FC (Ligue 2)                        | 1-2   | CSS (Ligue 1)               |
| AS Douanes (Ligue 1)                        | 2-0   | US Gorée (Ligue 1)          |
| ASC Yakaar (Ligue 1)                        | 1-3   | ASC Linguère (Ligue 1)      |
| Casa Sports (Ligue 1)                       | 2-0   | ASC Saloum (Ligue 1)        |
| ASC HLM (Ligue 1)                           | 0-2   | ASC Port Autonome (Ligue 1) |
| Stade de Mbour (Ligue 1)                    | 2-1   | NGB (Ligue 2)               |
| Etics (Ligue 2)                             | 1-0   | Olympique Ngor (Ligue 2)    |
| * - après prolongation ** - aux tirs au but |       |                             |

## Quarts de finale
| Club (division)                         | Score | Club (division)             |      |
| --------------------------------------- | ----- | --------------------------- | ---- |
| ASC Linguère (Ligue 1)                  | 1-1   | Etics (Ligue 2)             | 2-3* |
| Casa Sports (Ligue 1)                   | 1-0   | ASC Touré Kunda (Ligue 2)   |      |
| AS Douanes (Ligue 1)                    | 2-0   | ASC Port Autonome (Ligue 1) |      |
| Stade de Mbour (Ligue 1)                | 2-0   | CSS (Ligue 1)               |      |
| * après prolongation ** aux tirs au but |       |                             |      |

## Demi-finales
| Club (division)                             | Score | Club (division)       |       |
| ------------------------------------------- | ----- | --------------------- | ----- |
| Stade de Mbour (Ligue 1)                    | 0-0   | AS Douanes (Ligue 1)  | 2-4** |
| Etics (Ligue 2)                             | 2-2   | Casa Sports (Ligue 1) | 2-3*  |
| * - après prolongation ** - aux tirs au but |       |                       |       |

## Finale
| Club (division)       | Score             | Club (division)      |
| --------------------- | ----------------- | -------------------- |
| Casa Sports (Ligue 1) | 0-2 (par forfait) | AS Douanes (Ligue 1) |

## Résultat
| Vainqueur coupe de la ligue 2009 AS Douanes 1er titre |

La finale n'est pas jouée à cause de contestations sur des qualifications de joueurs de la part de Casa Sports. 